# 東日本航空専門学校

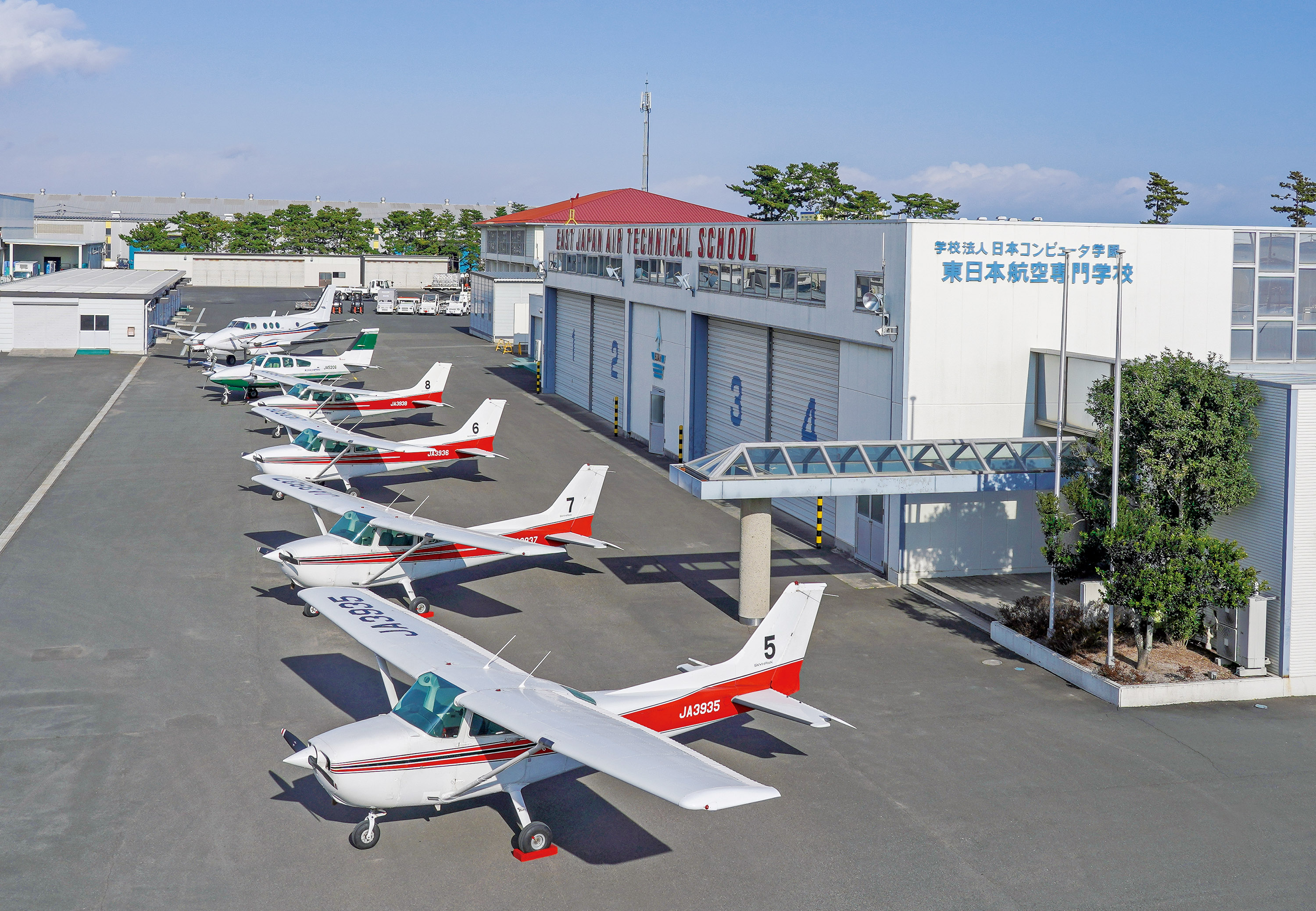
校舎と実習機

東日本航空専門学校（ひがしにほんこうくうせんもんがっこう）とは、航空従事者養成を目的とする宮城県岩沼市にある専修学校。

## 所在地・交通アクセス
- 〒989-2421 岩沼市下野郷字菱沼84番地・岩沼臨空工業団地内（館腰駅より本校までスクールバス運行）

## 沿革
- 1986年（昭和61年） - 宮城県（総）指令第54号により、学校法人 日本コンピュータ学園設立について正式認可を受ける。
- 1987年（昭和62年） - 宮城県（総）指令第36号により、東日本航空専門学校設置について正式認可を受ける。
- 1988年（昭和63年） - 東日本航空専門学校開校。
- 1990年（平成2年） - 無料職業紹介所として認可される。
- 1995年（平成7年） - 文部大臣（当時）告示により、1994年度（平成6年度）以降の卒業生から「専門士（工業分野）」の称号付与が認められる。
- 1998年（平成10年） - 運輸省（当時）航空局より「整備経歴認定施設」の指定を受ける。
- 1999年（平成11年） - エアポートビジネス科（2年課程）を新設。
- 2001年（平成13年） - 国土交通大臣より「航空機整備訓練課程」の指定を受ける。
- 2004年（平成16年） - 国土交通省航空局より「航空従事者指定養成施設に係るテストコース」の指定を受ける。空港エンジニア科（2年課程）を新設。

## 主な学科・コース
2024年4月現在
- 2年課程
  - エアポートビジネス科
  - 空港エンジニア科
  - 航空機整備科　整備技術コース
- 3年課程
  - 航空機整備科　整備士養成コース

全学科　職業実践専門課程認定

## 主な施設
- 第一校舎&第一格納庫
- 第二校舎
- 体育館
- 第二格納庫
- 第三格納庫
- 実習棟
- 校庭（グラウンド）
- エンジン試運転場
- 実習機用駐機場（ランプ）

## 学生寮（学園寮）
- 学生寮は仙台市内に2個所。（男子寮1個所、女子寮1箇所）姉妹校と寮を兼用している。[1]
- 寮は全て家具&エアコン付き一人部屋の個室で、各個室でインターネットが24時間利用可能（ただしルーター・PC・スマートフォン・タブレットなどの端末機器は各自で用意）。
- 食事は専属の栄養士監修によるメニューで朝食と夕食が提供される。日曜祝日は食事の提供はない。食費は寮費に含まれる。
- 各寮の部屋数には限りがあり・出願受付開始後すぐ満室になることが多いので、入寮希望者は早めの願書提出が推奨されている。(当該入学希望者がどの寮へ入るかは部屋の空室状況を勘案して学校側が決めるので、出願者自身による希望寮選択は原則不可）
- テレビは食堂と談話室にのみ置かれており、個室でテレビを視聴したい場合は各人で用意する
- 夏休み・冬休み期間中は寮管理人が休暇を取得するため「寮閉鎖」が実施され・期間中在寮生は寮内へ入れなくなるため、寮生は寮の閉鎖期間が近づくと所定の用紙に「外泊届」を記入・提出したのち各人出身地にある実家へ帰省する。
- 在寮中及び在学中に毎月支払う寮費は食費を含め年度単位で算出されているため、寮食提供休止日および寮閉鎖期間であっても割引は適用されない。

### 男子寮
- ドミトリー仙台一番町（〒980-0811 仙台市青葉区一番町1丁目1-5）

### 女子寮
- 北山寮（〒981-0931 仙台市青葉区北山1丁目5-29）

## その他
- 2011年3月11日に起きた東日本大震災では本校周辺地区が甚大な津波被害を受け、本校施設も津波で浸水した。これにより校舎や実習機材が一時使用不能となっていたが、全国各地からの援助や航空関連会社の支援により、実習機材や格納庫をはじめとする本校施設は津波被害より復旧し通常授業が再開されている。
- 本校の授業では航空業界（全国各地の空港・グランドハンドリング会社など）へ進んだ本校卒業生が（航空業界の現状・就職状況・働きがいなどについて）後進指導を行う他、「IHI相馬工場（航空機エンジンメーカー）」&陸上自衛隊霞目駐屯地の見学と東北各地の空港（仙台空港・福島空港・山形空港・庄内空港・花巻空港・秋田空港・大館能代空港・青森空港・三沢空港など）における現場実習&空港施設見学（空港業務の仕組みを実際に生で見て学ぶと共に、窓口=搭乗手続きカウンターでの接客と空港現場で実際に用いられている機材の操作を体験して航空業界の即戦力になるための研修）もカリキュラムに組み込まれている（1年生は夏休み期間を利用し東北各地の空港にてインターンシップ=職場体験学習を実施。空港施設見学では、普段は関係者以外立ち入り禁止となっている区域も特別許可を得て見学）。
- 本校生徒へは実習テキストのみならず、実習受講時に着用する作業服・靴・反射材付きジャケット・ヘルメット・軍手や車両誘導用ホイッスルも支給されている。加えてiPad端末も（姉妹校の東北電子専門学校・東北保健医療専門学校を含めた）本校生徒全員に支給されており、自宅や寮においても授業履修項目の予習・復習がいつでもできるようになっている。
- 本校への通学は館腰駅から運行されている列車接続無料スクールバスの他に、路線バス・自転車・自家用車・バイク利用も可（ただし自家用車・バイクでの通学時は事前に所属学科担任教師へ免許証コピー提出が必要）。
- 本校敷地内には空港で実際に用いられている各種地上支援車両が配備されており、授業は実際の現場と同じ環境で実施（実習車両とスクールバスの車体には本校略称「EJ-Air」ロゴを印字）。第一種普通自動車運転免許は「本校入学前の取得」が推奨されており、準中型・中型・大型・牽引・特殊車両免許については、本校生徒全員が在学中に取得して航空業界の即戦力となれるようカリキュラムが組まれている。

## 姉妹校・系列校
- 東北電子専門学校（1968年開校。旧・東北電子計算機専門学校）
  - 東北保健医療専門学校（2011年開校。東北電子専門学校校舎8～15階。一部普通教室は東北電子専門学校と共用）
  - 仙台国際日本語学校（1992年開校。東北電子専門学校校舎7階）
  - JC-21教育センター（1995年設立。東北電子専門学校校舎1階）